# 24857 Sperello
24857 Sperello è un asteroide della fascia principale. Scoperto nel 1996, presenta un'orbita caratterizzata da un semiasse maggiore pari a 2,2592381 au e da un'eccentricità di 0,1121430, inclinata di 6,70928° rispetto all'eclittica.